# 2009年シンガポールグランプリ
2009年シンガポールグランプリ（2009ねんシンガポールグランプリ）は、2009年F1世界選手権第14戦として、2009年9月27日にシンガポール市街地コースで開催されたシンガポールグランプリ。正式名称は2009 FORMULA 1 Singapore Grand Prix。

## 開催前
昨年のレースから今年のレースにかけてコースレイアウトが一部変更された。変更点は、走行ラインと重なっていたピットの出入り口が長くなり、5から7コーナーの全開区間が一部再舗装された。更に10コーナーのシケインもストレートに抜けないようになり、オーバーテイクをしやすくする目的で13コーナーが緩くなり、14コーナーがタイトになった。
そのために1周の長さが6メートル程長くなり5.073kmとなった。
また周辺が建設ラッシュで埃がかなりまっており、そのためただでさえダスティな市街地コースであるのにさらにレコードライン以外はかなりほこりっぽくなっていた。
また、直前のフリー走行でルノーのロマン・グロージャンが前年にピケJr.がクラッシュした所と同じ場所にクラッシュするというハプニングが起きた（故意ではなくただの偶然）ため場内はどよめきが起こった。

## 予選

### 展開
気温30℃、路面温度30℃、湿度74％の条件下で予選がスタート。

#### Q1
フェラーリのジャンカルロ・フィジケラを先頭に各車アタックに入る。ブラウンGP、マクラーレン、レッドブル、ウィリアムズのニコ・ロズベルグはハード側、その他のマシンはソフト側のタイヤでアタックを行う。ハード側のタイヤを履いているルーベンス・バリチェロが最初に1分47秒台をマークする。
残り時間がなくなる中、上位15台が1分48秒を切ってきたためにバリチェロが15番手ギリギリまで下がってしまったが、ソフト側のタイヤに履き替えて6番手タイムをマークする。ここでセッションが終了し、フォース・インディアの2台、
トロ・ロッソのハイメ・アルグエルスアリ、フィジケラ、ルノーのロマン・グロージャンがQ1敗退となった。マクラーレンのルイス・ハミルトンが唯一1分46秒台をマークし、Q1トップとなった。

#### Q2
気温30℃、路面温度30℃、湿度77％
まず、ブラウンGPの2台がソフト側のタイヤでワンツー体勢となるが、直後にロズベルグが1分46秒台をマークしトップに立つ。
残り1分を切り、Q3進出争いが激しくなる。12番手のBMWザウバーのロバート・クビサが6番手タイムをマークし、バリチェロがノックアウトゾーンに落ちるが直後に6番手タイムをマークし、今度はマーク・ウェバーがノックアウトゾーンに落ちる。今度はそのウェバーが2番手タイムをマークし、次にウィリアムズの中嶋一貴が11番手に落ちる。中嶋は直後にアタックを行うが自己ベストを更新できず、Q2が終了。中嶋、ブラウンGPのジェンソン・バトン、フェラーリのキミ・ライコネン、トロ・ロッソのセバスチャン・ブエミ、トヨタのヤルノ・トゥルーリがQ2敗退となった。

#### Q3
気温30℃、路面温度30℃、湿度79％
ロズベルグがトップタイムをマークし、直後にレッドブルのセバスチャン・ベッテルが上回ってトップに立つ。残り4分で今度はハミルトンがトップに立つ。
残り3分程になると各マシンが一度ピットに戻り、最後のアタックを行う。しかしバリチェロがウォールにクラッシュし、残り26秒で赤旗中断。実質ここで予選が終了しハミルトンが前戦イタリアGPに続き、2戦連続でポールポジションを獲得。ベッテル、ロズベルグ、ウェバーがそれに続き、クラッシュしたバリチェロが5番手となった。

### 結果
| 順位 | No | ドライバー                 | コンストラクター                | Q1       | Q2       | Q3       | グリッド |
| ---- | -- | -------------------------- | ------------------------------- | -------- | -------- | -------- | -------- |
| 1    | 1  | ルイス・ハミルトン         | マクラーレン-メルセデス         | 1'46.977 | 1'46.657 | 1'47.891 | 1        |
| 2    | 15 | セバスチャン・ベッテル     | レッドブル-ルノー               | 1'47.541 | 1'46.362 | 1'48.204 | 2        |
| 3    | 16 | ニコ・ロズベルグ           | ウィリアムズ-トヨタ             | 1'47.390 | 1'46.197 | 1'48.348 | 3        |
| 4    | 14 | マーク・ウェバー           | レッドブル-ルノー               | 1'47.646 | 1'46.328 | 1'48.722 | 4        |
| 5    | 23 | ルーベンス・バリチェロ     | ブラウン-メルセデス             | 1'47.397 | 1'46.787 | 1'48.828 | 9        |
| 6    | 7  | フェルナンド・アロンソ     | ルノー                          | 1'47.757 | 1'46.767 | 1'49.054 | 5        |
| 7    | 10 | ティモ・グロック           | トヨタ                          | 1'47.770 | 1'46.707 | 1'49.180 | 6        |
| 8    | 6  | ニック・ハイドフェルド     | BMWザウバー                     | 1'47.347 | 1'46.832 | 1'49.307 | pit      |
| 9    | 5  | ロバート・クビサ           | BMWザウバー                     | 1'47.615 | 1'46.813 | 1'49.514 | 7        |
| 10   | 2  | ヘイキ・コバライネン       | マクラーレン-メルセデス         | 1'47.542 | 1'46.842 | 1'49.778 | 8        |
| 11   | 17 | 中嶋一貴                   | ウィリアムズ-トヨタ             | 1'47.637 | 1'47.013 |          | 10       |
| 12   | 22 | ジェンソン・バトン         | ブラウン-メルセデス             | 1'47.180 | 1'47.141 |          | 11       |
| 13   | 4  | キミ・ライコネン           | フェラーリ                      | 1'47.293 | 1'47.177 |          | 12       |
| 14   | 12 | セバスチャン・ブエミ       | トロ・ロッソ-フェラーリ         | 1'47.677 | 1'47.369 |          | 13       |
| 15   | 9  | ヤルノ・トゥルーリ         | トヨタ                          | 1'47.690 | 1'47.413 |          | 14       |
| 16   | 20 | エイドリアン・スーティル   | フォース・インディア-メルセデス | 1'48.231 |          |          | 15       |
| 17   | 11 | ハイメ・アルグエルスアリ   | トロ・ロッソ-フェラーリ         | 1'48.340 |          |          | 16       |
| 18   | 3  | ジャンカルロ・フィジケラ   | フェラーリ                      | 1'48.350 |          |          | 17       |
| 19   | 8  | ロマン・グロージャン       | ルノー                          | 1'48.544 |          |          | 18       |
| 20   | 21 | ヴィタントニオ・リウッツィ | フォース・インディア-メルセデス | 1'48.792 |          |          | 19       |

- ルーベンス・バリチェロはギアボックス交換により5グリッド降格
- ニック・ハイドフェルドはペナルティーによりピットレーンスタート

## 決勝
予選5位のバリチェロが予選前にギアボックスを交換していたために5グリッド降格のペナルティを受け、10番手スタート。予選7位のハイドフェルドは重量発表により、間違ったバラストを積んで走行していたことが分かり、ギアボックスとエンジン交換を行いピットレーンスタートを選択している。

### 展開
タイヤはヴィタントニオ・リウッツィがソフト側、その他のマシンがハード側のタイヤを選択。スタートではポールポジションからスタートしたハミルトンがKERSにより1台だけ逃げる。その後ろでは奇数グリッドのロズベルグ、フェルナンド・アロンソがレッドブル勢をかわして1つずつ順位を上げる。11番手スタートのバトンは中嶋をかわして10番手に上がる。7コーナーでウェバーが外側からアロンソを抜き返すが、その隙をついて更にティモ・グロックがアロンソをかわして5番手に上がる。オープニングラップではスタートが偶数グリッドだったマシンの多くが順位を落としてしまう。3周目にグロージャンがブレーキトラブルにより早くもリタイヤ。オープニングラップでウェバーがコース外でアロンソをオーバーテイクしたことでペナルティをさけるため6周目にグロックとアロンソを前に出す。市街地コースのためにコースでは埃が舞っていたがこのあたりから路面から埃が飛ばなくなってくる。上位勢は段々と間隔が空いてくるが、14番手のアルグエルスアリのタイムが上位勢よりも3～4秒遅いために前のライコネンとも大きく差が開き、アルグエルスアリを先頭に6台の隊列ができる。
13周目、7～8コーナーにかけてグロックのマシンからパーツが落下したために、イエローフラッグが出される。17周目にベッテルが全マシンを通じて最初にピットイン。タイヤはハード側のままでコースに戻る。ほぼ同じタイミングで8コーナー手前にあったパーツが取り除かれ、19周目にイエローフラッグが解除される。18周目にロズベルグがピットインするが、ピット出口で白線をカットしてしまい、後にドライブスルーペナルティが科せられる。同じ周回でウェバー、フィジケラ、リウィッツィ、次の周回でグロック、バリチェロがピットイン。更に次の周回でトップのハミルトンがピットイン。トップのままコースに戻る。
アルグエルスアリに抑えられていたエイドリアン・スーティルが20周目の14コーナーでインをつくが抜けずに接触しスピン、コースに戻ろうとしたところで後ろから来たハイドフェルドと接触。これによりスーティルのマシンからフロントウィングが落下。更にパーツが飛び散る。ハイドフェルドは右リアタイヤを破損しリタイヤとなる。ハイドフェルドはこのリタイヤで連続完走記録が41レースで止まってしまう。ここでセーフティーカーが入り、1度目のピット作業を行っていないマシンが次々とピットに入ってくる。新人ドライバーのアルグエルスアリはホースがついたまま発進してしまい、危うくホースを引きちぎってしまいそうになる。接触したスーティルは結局23周目にリタイヤとなってしまう。
25周目にセーフティーカーが戻り、26周目にレースが再開される。27周目にロズベルグがペナルティを消化したために14番手まで後退する。表彰台が確実と思われていたロズベルグがここでポイント圏外へと大きく順位を落とす。そのロズベルグはセーフティーカーねらいで34周目にピットイン。タイヤもソフト側のタイヤへ変え、タイヤ義務を果たす。
39周目にベッテルがピットイン。しかしここで痛恨の速度違反を犯し、後にドライブスルーペナルティが科せられる。43周目にベッテルがペナルティを消化し、9番手に下がる。44周目ウェバーのマシンからブレーキダストが出始める。直後にピットインし、ブレーキダクトの中をチェックしコースに戻る。45周目に2番手を走行していたグロックがピットイン。6番手でコースに復帰する。ブレーキに問題をかかえていたウェバーは46周目に1コーナーでスピンしウォールにクラッシュ。このタイミングでピットインを残していたマシンはセーフティーカーを警戒し、ピットに入り、作業を済ませる。しかしアロンソはピットインをせずにコース上に留まり、軽いマシンで2位ハミルトンとの差を離していく。バトンもピットインをせずに3番手まで順位を上げ、2番手のハミルトンを追う。トップを走行していたアロンソが残り11周でピットイン、4番手でコースに戻る。次の周回で今度はバトンがピットイン。バリチェロを逆転し、5番手でコースに戻る。バトンの前はチャンピオンシップを争うベッテル。ここでトロ・ロッソの2台とレッドブルの1台がブレーキトラブルによりリタイヤしたことが無線でバトンに伝えられる。しかし残り6周でバトンのマシンからブレーキダストが出始める。後方ではクビサ、中嶋、ライコネンが1秒ずつの間隔でポイント争いを演じる。その後は順位変動もなく、ハミルトンがポールトゥウィンで今期2勝目。2位はトヨタのグロック。トヨタは第4戦バーレーンGP以来の表彰台となった。3位は昨年のウィナーのアロンソ。ルノーは今期初表彰台。4～6位はベッテル、バトン、バリチェロとチャンピオンシップを争うドライバーが続いた。7位にコバライネン。8位争いは中嶋、ライコネンを抑えてクビサがポイントを獲得した。
ブレーキトラブルによりリタイヤとなったウェバーはトップのバトンとのポイント差が31.5pとなりこれでワールドチャンピオンの可能性がなくなった。

### 結果
| 順位 | No | ドライバー                 | コンストラクター                | 周回数 | タイム/リタイヤ      | グリッド | ポイント |
| ---- | -- | -------------------------- | ------------------------------- | ------ | -------------------- | -------- | -------- |
| 1    | 1  | ルイス・ハミルトン         | マクラーレン-メルセデス         | 61     | 1:56'06.337          | 1        | 10       |
| 2    | 10 | ティモ・グロック           | トヨタ                          | 61     | +9.634               | 6        | 8        |
| 3    | 7  | フェルナンド・アロンソ     | ルノー                          | 61     | +16.624              | 5        | 6        |
| 4    | 15 | セバスチャン・ベッテル     | レッドブル-ルノー               | 61     | +20.621              | 2        | 5        |
| 5    | 22 | ジェンソン・バトン         | ブラウン-メルセデス             | 61     | +30.015              | 11       | 4        |
| 6    | 23 | ルーベンス・バリチェロ     | ブラウン-メルセデス             | 61     | +31.858              | 9        | 3        |
| 7    | 2  | ヘイキ・コバライネン       | マクラーレン-メルセデス         | 61     | +36.157              | 8        | 2        |
| 8    | 5  | ロバート・クビサ           | BMWザウバー                     | 61     | +55.054              | 7        | 1        |
| 9    | 17 | 中嶋一貴                   | ウィリアムズ-トヨタ             | 61     | +56.054              | 10       |          |
| 10   | 4  | キミ・ライコネン           | フェラーリ                      | 61     | +58.892              | 12       |          |
| 11   | 16 | ニコ・ロズベルグ           | ウィリアムズ-トヨタ             | 61     | +59.777              | 3        |          |
| 12   | 9  | ヤルノ・トゥルーリ         | トヨタ                          | 61     | +1'13.009            | 14       |          |
| 13   | 3  | ジャンカルロ・フィジケラ   | フェラーリ                      | 61     | +1'19.890            | 17       |          |
| 14   | 21 | ヴィタントニオ・リウッツィ | フォース・インディア-メルセデス | 61     | +1'33.502            | 19       |          |
| 15   | 11 | ハイメ・アルグエルスアリ   | トロ・ロッソ-フェラーリ         | 47     | ブレーキ             | 16       |          |
| 16   | 12 | セバスチャン・ブエミ       | トロ・ロッソ-フェラーリ         | 47     | ギアボックス         | 13       |          |
| Ret  | 14 | マーク・ウェバー           | レッドブル-ルノー               | 45     | ブレーキ             | 4        |          |
| Ret  | 20 | エイドリアン・スーティル   | フォース・インディア-メルセデス | 23     | アクシデントダメージ | 15       |          |
| Ret  | 6  | ニック・ハイドフェルド     | BMWザウバー                     | 19     | アクシデント         | 20       |          |
| Ret  | 8  | ロマン・グロージャン       | ルノー                          | 3      | ブレーキ             | 18       |          |

- エイドリアン・スーティルは、ニック・ハイドフェルドと接触したアクシデントによって2万ドルの罰金と戒告処分を受けた。